# Лубенка (приток Луги)
Лубенка, Лубонка — река в России, протекает по Волосовскому району Ленинградской области. Устье реки находится в 91 км по правому берегу реки Луги южнее деревни Поречье исток — восточнее деревни Волпи. Длина реки — 21 км.

## Притоки
От устья к истоку в реку впадают следующие притоки — Уточка, Крутой, Чёрная (на 6 км), Чёрная.

## Данные водного реестра
По данным государственного водного реестра России относится к Балтийскому бассейновому округу, водохозяйственный участок реки — Луга от в/п Толмачево до устья.
Код объекта в государственном водном реестре — 01030000612102000026510.